# Старт (журнал)
«Старт» — популярний український ілюстрований спортивний місячник, орган Комітету фізичної культури і спорту при Раді Міністрів УРСР, що виходив у Києві і Україні з 1965 на зміну журналу «Фізкультура і спорт» (1957—1965).

## Характеристика
32-сторінковий спортивний журнал-щомісячник формату А4, що виходив українською мовою. Виходив у видавництві «Молодь» в Києві. Тираж був різним — 70 000 (1969), 94 750 (1989), вартість теж — 25 коп. (1969), 40 коп. (1989). Передплатний індекс — 74447.

## Історія
Журнал був заснований у 1922 році в Харкові під назвою «Вестник физической культуры». Із 1929 по 1930 рік — видавався у Києві під назвою «Вісник Фізкультури». Із 1931 по 1935 рік — «Фізкультурник України». 1936 року перейменований на «Спорт». У 1941—1957 роках тимчасово не видавався. Із 1957 року — почав виходити під назвою «Фізкультура і спорт». З липня 1965 почав виходити під назвою «Старт».
Журнал висвітлював роботу педагогів щодо виховання фізичної культури молоді, досвід роботи педагогічних спортивних навчальних закладів, поширював інформацію про спортивні рекорди і досягнення українських спортсменів-вихованців позашкільних навчальних закладів, друкував інтерв'ю з тренерами і спортсменами.
Редакцією журналу був заснований приз «За кращу різницю м'ячів», який вручався команді, яка домоглася в чемпіонаті СРСР з футболу найкращої різниці забитих і пропущених м'ячів. Одинадцять разів приз вручався команді «Динамо» (Київ): в 1966, 1967, 1971, 1974, 1975, 1977, 1978, 1980, 1981, 1982, 1990 роках.